# Pagan Poetry
"Pagan Poetry" är en låt skriven och framförd av den isländska sångerskan Björk. Den utgavs som den andra singeln från albumet Vespertine i november 2001. Låten är producerad tillsammans med Marius de Vries. Låten nådde #38 på den brittiska singellistan.
Musikvideon till låten regisserades av den franske fotografen Nick Knight och handlar enligt en text på Björks webbplats om "en kvinna som förbereder sig själv för giftermål och för sin älskare".

## Låtlista
Alla låtar skrivna av Björk.
CD 1 (One Little Indian; 352TP7CD)
1. "Pagan Poetry" (Video Edit) – 4:01
2. "Pagan Poetry" (Matthew Herbert Handshake Mix) – 6:16
3. "Aurora" (Opiate Version) – 4:06

CD 2 (One Little Indian; 352TP7CDL)
1. "Pagan Poetry" – 5:17
2. "Domestica" – 3:25
3. "Batabid" – 2:26

DVD
1. "Pagan Poetry" (Video)
2. "Pagan Poetry" (Matthew Herbert Handshake Mix)
3. "Aurora" (Opiate Version)